# Arthur Harold Stone
Arthur Harold Stone (* 30. September 1916 in Islington, Nord-London; † 6. August 2000) war ein britischer Mathematiker, der sich vor allem mit allgemeiner Topologie befasste.
Er war der Sohn jüdischer Einwanderer aus Rumänien, die in England, wo sie ab etwa 1913 waren, ihren Namen Petrescu in Stone änderten, und studierte mit einem Stipendium ab 1935 am Trinity College der Universität Cambridge mit dem Bachelor-Abschluss 1938 mit Bestnoten (er war Wrangler in den Tripos) und dem Master-Abschluss 1939. Danach ging er an die Princeton University, wo er 1941 bei Solomon Lefschetz promoviert wurde (Connectedness and coherence). Aufgrund der Dissertation wurde er Fellow des Trinity College. Als Post-Doktorand war er 1941/42 am Institute for Advanced Study und dann an der Purdue University. 1944/45 arbeitete er an militärisch wichtiger Forschung am Geophysical Laboratory der Carnegie Institution in Washington, D.C. Ab 1946 war er wieder am Trinity College in Cambridge. 1948 wurde er Lecturer an der Manchester University, an der er 1957 Senior Lecturer wurde. Ab 1961 war er Professor für Mathematik an der University of Rochester, an der er 1987 emeritierte. Nach der Emeritierung war er ab 1988 Adjunct Professor an der Northeastern University.
Er war Gastprofessor in Kolumbien (1961), an der Yale University (1965/66) und an der Australian National University (1978).
1948 zeigte er, dass alle metrisierbaren Räume parakompakt sind und löste damit ein Problem von Jean Dieudonné.
In den 1940er Jahren veröffentlichte er mit John W. Tukey und Paul Erdős.
Mit seinen Studienkollegen vom Trinity College William Thomas Tutte, Cedric Smith und R. Leonard Brooks veröffentlichte er unter dem Pseudonym Blanche Descartes. Alle vier lösten 1940 auch das Problem der Quadratur des Quadrates (Aufteilung eines Quadrats in kleinere Quadrate) und veröffentlichten über elektrische Flüsse in Graphen.
Als Student in Princeton in den 1940er Jahren entwickelte er mit Richard Feynman, Bryant Tuckerman und John W. Tukey das unterhaltungsmathematische Gebiet des Flexagons (spezielle Papierfaltungen, von ihm begonnen, um US-amerikanische Papierformate an seine englische Sammelmappe anzupassen). In Princeton heiratete er auch 1942 die Mathematikerin Dorothy Maharam (1917–2014), mit der er auch veröffentlichte. Seine Kinder David und Ellen wurden ebenfalls Mathematiker. Dorothy Maharam ist auch unabhängig für Beiträge zur Maßtheorie bekannt. Sie war ebenfalls Professorin an der University of Rochester.
Er war ein guter Violinist und Schachspieler.